# دوري جامايكا الممتاز 2010–11
دوري جامايكا الممتاز 2010–11 هو الموسم 37 من دوري جامايكا الممتاز. كان عدد الأندية المشاركة فيه 12، وفاز فيه Tivoli Gardens F.C. ‏.